# Jankovich-Bésán József (1825–1914)
Pribéri, vuchini és dunaszekcsői Jankovich-Bésán József (Szőlősgyörök, 1825. szeptember 8. – Öreglak, 1914. június 20.) öreglaki nagybirtokos, felsőházi tag.

## Családja és származása
Az előkelő nemesi pribéri és vuchini Jankovich családnak a sarja; a pribéri, vuchini és dunaszekcsői Jankovich-Bésán család alapítója. Apja pribéri és vuchini Jankovich István (1793–1865), nagybirtokos, anyja báró Laffert Amália (1800–1828). Az apai nagyszülei pribéri Jankovich János (1753–1817), a Hétszemélyes Tábla ülnöke (septemvir), nagybirtokos, és báró Püchler Terézia (1758–1852) voltak. voltak. Az anyai nagyszülei báró Laffert Vince (1762-1834), táblabíró, császári és királyi kamarás, huszárhadnagy, földbirtokos, a Ludovika Akadémia egyik alapítója és Vittdorf Ilona (1767-1811) bárónő  voltak.

## Élete
Tanuló éveit Pesten töltötte a tekintélyes Forinyák János ügyvéd gondozása alatt. Jankovich József takarékos gazda, valamint a modern gazdálkodás szellemével élt az ő korában. Ez fejtette meg azon nagymérvű építkezéseket, beruházásokat, melyek évről-évre emelték az uradalom értékét. Egyik nevezetes építkezése az öreglaki kastély, mely 1849 és 1855 között építtette, és egyszersmind állandó lakó helye volt. Családjától meglehetősen nagy vagyont örökölt, és életét leginkább az uradalmai gazdálkodására szentelte fel és nem a politikának vagy a vármegye szolgálatának.
1887. december 22-én, pribéri és vuchini Jankovich József (1825-1914), öreglaki nagybirtokos, felsőházi tag, királyi engedéllyel felvette a Jankovich-Bésán kettős vezetéknevet, valamint a "dunaszekcsői" nemesi előnevet. Rokona, báró dunaszekcsői Bésán János halálával e család megszűnt, és végrendeletileg összes vagyonát Jankovich Józsefre hagyta azon szándékkal, hogy a "Bésán" nevet valamint a „dunaszekcsői" nemesi előnevet örökös által felvegyék. Az öröklött birtok: Gic (Veszprémmegye), Dunaszekcső és Pusztaapáti, Jankovich-Bésán József által külön kezeltette és özvegyi napjait Gici kastélyban töltötte. Mint kegyur a Jankovich család azoz nemes főúri jóindulattal ékeskedett, hogy plébániáit nem csak jó karba helyezte, de sőt külön kegyes adomány-birtokkal: grationaleval is javította. Ezen jó indulatának kifolyása az is, hogy a kegyuraságán kívül eső öreglaki plébánia birtokát 1859-ben fél telekkel megalapította, és azon inl az adományozás esetről-esetre való fenntartásával ad personam 30 holdnyi birtokot öt öl tűzifát és a lábas jószágnak legelőt adni kegyeskedett. Az öreglaki uradalmat 1875-ben majorátussá tette, amely a birtoktömeg a testvérek külön kezelése alatt állt.
A birtokkezelés könnyebbsége végett Jankovich-Bésán Gyula Öreglakon, Jankovich-Bésán Elemér Terezovácon, Jankovich-Bésán Géza Gesztiben, Jankovich-Bésán Matild Akán lakott.

## Házassága és leszármazottjai
Feleségül vette Ádándon 1851. szeptember 27-én az előkelő nemesi vizeki Tallián családból való vizeki Tallián Matild (*Ádánd, 1821. szeptember 23.–†Öreglak, 1888. február 29.) kisasszonyt, akinek a szülei vizeki Tallián Boldizsár (1781-1834) császári és királyi kamarás, Somogy vármegye alispánja, táblabíró, és zalabéri Horváth Ida (1798-1875) asszony voltak. Az apai nagyszülei vizeki Tallián Antal (1751-1820), királyi tanácsos, táblabíró, aranysarkantyús vitéz, földbirtokos, és dunaszekcsői Bésán Júlianna (1760-1819) voltak. Az anyai nagyszülei zalabéri Horváth Imre (1771–1820), császári és királyi kamarás, huszár főhadnagy, földbirtokos és báró dévai Dévay Mária (1774–1830) voltak. A vizeki Tallián családnak a birtokállományának a jelentősebb része, pedig az ősrégi és előkelő dunántúli kihalt osztopáni Perneszy családtól való volt, akikből vette származását; Jankovich Józsefné Tallián Matild ősanyja vizeki Tallián Gergely soproni harmincadosné osztopáni Perneszy Anna Julianna (fl. 1657–1715), akinek a szülei osztopáni Perneszy István (fl. 1647–†1663), a zalalövői vár főkapitánya, zalai és somogyi földbirtokos valamint nyéki Rauch Zsuzsanna (fl. 1657) voltak. Jankovich-Bésán József és Tallián Matild frigyéből született:
- Jankovich-Bésán Elemér (*Öreglak, 1853. szeptember 20.–†Terezovac, 1917. február 2.), földbirtokos. Felesége: nagymagyari Magyary-Kósa Ilka (*1859–†Budapest, 1908. április 15.).
- Jankovich-Bésán Géza (*Öreglak, 1857. augusztus 25.–†Somogygeszti, 1904. június 28.), földbirtokos. Felesége: Pozsonyi Katalin (*Toponár, 1863. június 29.–†Budapest, 1956. augusztus 28.)
- Jankovich-Bésán Matild Róza (*Öreglak, 1854. november 19.–†Aka, 1935. október 4.). Férje: eörményesi és karánsebesi báró Fiáth Pál (*Vörösberény, 1850. március 25. –†Aka, 1939. október 22.) kormánybiztos, főispán, tanácsos.